# Gemeenschapsmolen
De Gemeenschapsmolen aan de Gaasp bij Driemond is een poldermolen uit 1708.
Hij werd gebouwd ten behoeve van de bemaling van de Gemeenschapspolder. De molen, die aanvankelijk uitgerust was met een scheprad, werd in 1892 vervijzeld. In 1926 werd een gemaal geplaatst dat de bemaling overnam, waarbij het bovenste deel van de molen werd afgezaagd. Het gemaal was in 1993 verouderd. Bij de vervanging besloot men de molen te herstellen, en op 25 april 2003 werd de herbouwde molen officieel in gebruik genomen door de Amsterdamse burgemeester Cohen. De Gemeenschapsmolen, die eigendom is van het Hoogheemraadschap Amstel, Gooi en Vecht, wordt bewoond en is niet te bezichtigen.